# Municipio de Eastover
El municipio de Eastover (en inglés: Eastover Township) es un municipio ubicado en el  condado de Cumberland en el estado estadounidense de Carolina del Norte. En el año 2000 tenía una población de 10.943 habitantes.

## Geografía
El municipio de Eastover se encuentra ubicado en las coordenadas 35°6′27.79″N 78°46′36.82″O / 35.1077194, -78.7768944.